# V336 Большого Пса
V336 Большого Пса (лат. V336 Canis Majoris) — одиночная переменная звезда в созвездии Большого Пса на расстоянии (вычисленном из значения параллакса) приблизительно 9292 световых лет (около 2849 парсеков) от Солнца. Видимая звёздная величина звезды — от +14,8m до +13,7m.

## Характеристики
V336 Большого Пса — красная пульсирующая полуправильная переменная звезда типа SRB (SRB:) спектрального класса M8. Эффективная температура — около 3200 К.